# 坦布胡拉努
坦布胡拉努是馬達加斯加的城鎮，由梅拉基區負責管轄，位於該國西岸，海拔高度14米，從事農業、畜牧業、漁業和服務業的人口分別佔65%、20%、10%和5%，主要農產品有稻米、小麥、椰子、木薯和大麥，2001年人口約8,000。
17°30′24″S 43°57′8″E / 17.50667°S 43.95222°E